# 선의취득
선의취득(善意取得, bona fide purchase), 즉시취득이라고도 하며 거래의 안전을 위해 동산의 점유에 공신력을 인정하는 제도를 말한다. 민법은 부동산의 등기에는 공신력을 인정하지 않으면서 동산의 점유에는 공신력을 인정하고 있다. 따라서 평온·공연하게 동산을 양수한 자가 선의이며 과실없이 그 동산을 점유한 경우에는 양도인이 정당한 소유자가 아닌 때에도 즉시 그 동산의 소유권을 취득한다(민법 제249조). 도난문화재에 대하여는 선의취득을 인정하지 말아야한다는 주장이 있다.

## 취지
거래안전을 확보하기 위한 취지이다.

## 선의취득 요건
善意取得 要件 선의취득의 요건은 선의취득의 목적물은 동산에 한한다는 목적물에 관한 요건인데 동산 중에 특유한 공시방법을 요하는, 즉 등기·등록으로 공시되는 동산, 명인방법에 의하여 공시되는 물권, 유가증권 등에는 선의취득이 인정되지 않는다. 양도인이 무권리자이어야 하고 점유를 하고 있어야 한다. 이때 점유자는 직접점유·간접점유 또는 자주점유·타주점유를 불문한다. 선의취득자가 유효한 거래행위를 통하여 물건을 취득하여 점유를 하여야 한다. 동산을 원시적으로 취득하거나 상속 회사의 합병 등과 같은 포괄승계의 경우에는 선의취득은 적용되지 않는다. 또 동산이 도품 또는 유실물이어서는 아니되며, 거래는 평온·공연하게 행하여졌어야 하고, 상대방이 무권리자임을 알지 못하고(선의), 그리하는 데에 과실이 없어야 한다. 그런데 점유자의 선의·평온·공연은 추정되지만 무과실은 추정되지 않는다(제197조).

## 도품 유실물에 관한 특례
도품이나 유실물처럼 권리자의 의사에 의하지 않고 점유가 이탈된 동산(점유이탈물)의 경우에는 권리자에게 잘못을 물을 수 없으므로, 이때에는 선의취득을 부정하여 피해자 또는 유실자가 일정한 기간 내에 그 물건의 반환을 청구할 수 있는 것을 말한다.(민법 제250조). 그러나 251조 (도품, 유실물에 대한 특례) 양수인이 도품 또는 유실물을 경매나 공개시장에서 또는 동종류의 물건을 판매하는 상인에게서 선의로 매수한 때에는 피해자 또는 유실자는 양수인이 지급한 대가를 변상하고 그 물건의 반환을 청구할 수 있다. 에 의하여 몇몇 경우는 대가를 받고 돌려받을 수 있도록 되어 있다.
민법은 공개시장의 의미를 정의하고 있지 않다.

### 적용범위
도품,
유실물에 한한다.

## 판례

### 경매와 선의취득
채무자 이외의 자의 소유에 속하는 동산을 경매한 경우에도 경매절차에서 그 동산을 경락받아 경락대금을 납부하고 이를 인도받은 경락인은 특별한 사정이 없는 한 그 소유권을 선의취득한다고 할 것이지만, 그 동산의 매득금은 채무자의 것이 아니다

### 부동산 선의취득 요건
- 부동산의 낙찰자가 그 물건을 선의취득하였다고 할 수 있으려면 그 물건이 경매의 목적물로 되었고 낙찰자가 선의이며 과실 없이 그 물건을 점유하는 등으로 선의취득의 요건을 구비하여야 한다[2]

## 같이 보기
- 대한민국 민법 제251조 (도품, 유실물에 대한 특례)
- 대한민국 민법 제250조 (도품, 유실물에 대한 특례)
- 대한민국 민법 제249조 동산선의취득제도